# Patriation Reference
A Reference re a Resolution to amend the Constitution, [1981] 1 S.C.R. 753 –  más nevén a Patriation Reference – a Kanadai Legfelsőbb Bíróság egy történelmi tanácsadó döntése (reference case), mely a kanadai alkotmány patriationje, honosítása körüli tárgyalások során született.
A Bíróság megerősítette, hogy az alkotmánynak van egy íratlan dimenziója, és a többség úgy ítélte, hogy az alkotmányos szokások megkövetelik a tartományok jelentős mértékű beleegyezését az alkotmánymódosításokhoz. Ugyanakkor a Bíróság egy más összetételű többsége kimondta, hogy a szövetségi kormány előtt nincs jogi akadálya a tartományi beleegyezés nélküli alkotmánymódosításnak.

## Utóélet
A döntés egyedi volt a korban, mert ez volt az első, amelyet a kanadai országos televízió élőben közvetített.
A döntésnek jelentősége van az esetjogon alapuló jogrendszerekben, mert erre lehet hivatkozni annak megállapítására, hogy a szokások még a hosszú és kitartó megtartásuk ellenére sem „kristályosodhatnak” törvénnyé.

## Fordítás
- Ez a szócikk részben vagy egészben a  Patriation Reference című angol Wikipédia-szócikk ezen változatának fordításán alapul.  Az eredeti cikk szerkesztőit annak laptörténete sorolja fel. Ez a jelzés csupán a megfogalmazás eredetét és a szerzői jogokat jelzi, nem szolgál a cikkben szereplő információk forrásmegjelöléseként.

## Külső hivatkozások
- A döntés teljes szövege